# Ташкагома (Оклахома)
Ташкагома (англ. Tuskahoma) — переписна місцевість (CDP) в США, в окрузі Пушматага штату Оклахома. Населення — 102 особи (2020).

## Географія
Ташкагома розташована за координатами 34°37′47″ пн. ш. 95°16′57″ зх. д. / 34.62972° пн. ш. 95.28250° зх. д. (34.629727, -95.282606).  За даними Бюро перепису населення США в 2010 році переписна місцевість мала площу 5,92 км², з яких 5,86 км² — суходіл та 0,07 км² — водойми.

### Клімат
| Клімат : Ташкагома                           | Клімат : Ташкагома | Клімат : Ташкагома | Клімат : Ташкагома | Клімат : Ташкагома | Клімат : Ташкагома | Клімат : Ташкагома | Клімат : Ташкагома | Клімат : Ташкагома | Клімат : Ташкагома | Клімат : Ташкагома | Клімат : Ташкагома | Клімат : Ташкагома | Клімат : Ташкагома |
| Показник                                     | Січ.               | Лют.               | Бер.               | Квіт.              | Трав.              | Черв.              | Лип.               | Серп.              | Вер.               | Жовт.              | Лист.              | Груд.              | Рік                |
| Абсолютний максимум, °C                      | 25,6               | 30,6               | 33,9               | 35,6               | 36,1               | 41,7               | 44,4               | 45,6               | 44,4               | 38,3               | 30,6               | 26,7               | 45,6               |
| Середній максимум, °C                        | 11,7               | 14,6               | 19,6               | 24,0               | 27,4               | 31,5               | 34,8               | 35,0               | 30,7               | 25,0               | 18,0               | 12,8               | 23,8               |
| Середній мінімум, °C                         | −1,6               | 0,6                | 5,4                | 9,8                | 14,7               | 19,2               | 21,2               | 20,6               | 16,6               | 10,3               | 4,8                | −0,2               | 10,1               |
| Абсолютний мінімум, °C                       | −25                | −20                | −15                | −6,1               | 0,0                | 4,4                | 8,3                | 8,3                | 0,0                | −7,8               | −13,9              | −23,3              | −25                |
| Норма опадів, мм                             | 75                 | 75                 | 93                 | 130                | 151                | 124                | 86                 | 74                 | 112                | 113                | 102                | 84                 | 1220               |
| -------------------------------------------- | ------------------ | ------------------ | ------------------ | ------------------ | ------------------ | ------------------ | ------------------ | ------------------ | ------------------ | ------------------ | ------------------ | ------------------ | ------------------ |
| Джерело: The Western Regional Climate Center |                    |                    |                    |                    |                    |                    |                    |                    |                    |                    |                    |                    |                    |

## Демографія
Згідно з переписом 2010 року, у переписній місцевості мешкала 151 особа в 66 домогосподарствах у складі 41 родини. Густота населення становила 25 осіб/км².  Було 81 помешкання (14/км²).
Расовий склад населення:
| - 58,3 % — білих - 38,4 % — корінних американців - 0,7 % — чорних або афроамериканців |

До двох чи більше рас належало 2,6 %. Частка іспаномовних становила 0,0 % від усіх жителів.
За віковим діапазоном населення розподілялося таким чином: 20,5 % — особи молодші 18 років, 53,7 % — особи у віці 18—64 років, 25,8 % — особи у віці 65 років та старші. Медіана віку мешканця становила 49,5 року. На 100 осіб жіночої статі у переписній місцевості припадало 101,3 чоловіків;  на 100 жінок у віці від 18 років та старших — 96,7 чоловіків також старших 18 років.
Середній дохід на одне домашнє господарство  становив 35 384 долари США (медіана — 25 833), а середній дохід на одну сім'ю — 51 200 доларів (медіана — 43 750). За межею бідності перебувало 26,5 % осіб, у тому числі 25,9 % дітей у віці до 18 років та 32,3 % осіб у віці 65 років та старших.
Цивільне працевлаштоване населення становило 28 осіб. Основні галузі зайнятості: освіта, охорона здоров'я та соціальна допомога — 32,1 %, роздрібна торгівля — 17,9 %, науковці, спеціалісти, менеджери — 14,3 %, сільське господарство, лісництво, риболовля — 14,3 %.